# Marie-José Villiers
Marie-José Villiers, Lady Villiers, née comtesse Marie-José de la Barre d'Erquelinnes le 30 avril 1916 à Cuckfield et morte le 1er février 2015 à Ascot est une comtesse belge née en Grande-Bretagne, qui a travaillé comme espionne britannique pendant la Seconde Guerre mondiale.

## Jeunesse
Marie-José Villiers est née Marie José de la Barre d'Erquelinnes le 30 avril 1916 à Cuckfield dans le Sussex de Berthe du Parc-Locmaria et du comte Henri de la Barre d'Erquelinnes (1885-1961), un homme politique belge. Sa mère, réfugiée belge de la Première Guerre mondiale, vivait avec des parents de la famille Siltzer (qui était impliquée dans la fabrication de textiles dans le Lancashire) au moment de la naissance de sa fille. Après la fin de la Première Guerre mondiale, la famille est retournée à Jurbise. Marie-José Villiers est éduquée à la maison avant de fréquenter le couvent de l'Assomption à Mons. Elle a également fréquenté une finishing school à Haywards Heath, dans le Sussex. Elle est l'une des sept enfants du couple, cinq garçons et deux filles.

## Seconde Guerre mondiale
En 1938, Marie-José Villiers et sa sœur rejoignent le tout nouveau corps motorisé de la Croix-Rouge. Elle reçoit une formation d'ambulancière et de mécanicienne et, après l'invasion de la Belgique par les forces allemandes, elle accompagne le corps lors de missions dans tout le pays. Alors qu'elle aide à évacuer des patients des hôpitaux, son véhicule est mitraillé par des chasseurs ennemis et deux de ses protégés meurent.
Après l'occupation de la Belgique en mai 1940, des officiers de l'armée de l'air italienne occupent le château familial de Marie-José Villiers. Elle rejoint la Résistance nouvellement formée en octobre 1940 et recueille alors des informations sur les avions allemands à l'aérodrome voisin de Chièvres. Villiers est recrutée par Albert Kervyn pour intégrer "Zéro", un service de renseignements et d'action initialement dirigé par Charles Woeste. Elle est alors formée à reconnaître tous les différents avions par leurs silhouettes et à dessiner des cartes de cibles par la Résistance. Son travail est d'une grande utilité pour les services de renseignements britanniques, qui ont besoin de connaître la proportion de bombardiers par rapport aux avions de chasse à un moment donné. Elle étend son activité de renseignement à plusieurs aérodromes allemands en Belgique et dans le nord de la France, et recrute des agents pour l'aider. Elle recueille des renseignements sur les forces italiennes basées chez elle à Jurbise, et sur les Allemands au château de son grand-père maternel du Parc à Vlamertinghe, dans les Flandres.
Elle a également aidé les pilotes de la Royal Air Force abattus et les a reliés aux lignes d'évacuation. Son association avec la Croix-Rouge lui sert de couverture et elle organise une cantine pour les pauvres à Anderlecht, à Bruxelles, qui nourrit 20 000 personnes pendant l'hiver 1941-1942. En octobre 1942, le Service Zéro est trahi et de nombreux membres, dont Woeste, sont arrêtés. Avec sa famille déjà en Grande-Bretagne, Marie-José Villiers est entrée dans la clandestinité jusqu'en décembre, sous un faux nom et avec des cheveux blonds teints en noir, avant de se faufiler à travers la France, Andorre et l'Espagne où elle a réussi à obtenir un passeport britannique avant de s'envoler pour Londres depuis le Portugal en mars 1943.
En Grande-Bretagne, Marie-José Villiers a travaillé pour le Secours d'urgence belge. À l'automne 1944, elle s'est rendue à la base Delta américaine de Marseille en tant qu'officier de liaison de l'armée belge. Elle a été démobilisée en août 1945.

## Après la Seconde Guerre mondiale
Marie-José Villiers a rencontré son mari, Charles English Hyde Villiers, après qu'un ami britannique lui ait demandé de s'occuper de lui parce qu'il était tombé malade lors d'un séjour à l'hôtel à Bruxelles. Le couple s'est marié en octobre 1946. Ils ont ensuite effectué un voyage de noces de quatre mois, traversant l'Afrique dans une vieille camionnette de livraison Chevrolet pour rechercher des opportunités d'investissement,. Le couple a eu deux filles ensemble, dont l'une est Diana Villiers Negroponte, en plus des fils de Charles issus d'un précédent mariage.
Après son mariage, Marie-José Villiers est devenue amie avec la Reine Mère.
Marie-José Villiers a suivi une formation d'auxiliaire de vie scolaire et a travaillé pendant 20 ans dans l'East End de Londres. En décembre 1979, elle a identifié un colis envoyé à son domicile depuis la Belgique comme étant une bombe envoyée par l'Armée républicaine irlandaise provisoire, grâce à sa formation en temps de guerre. Elle a fait passer clandestinement son mari devant les piquets de grève et dans les bâtiments pendant les conflits sociaux qui ont éclaté à British Steel sous sa présidence.
En 1988, elle a publié Granny was a Spy, un récit de ses exploits en temps de guerre,.

## Décès
Marie-José Villiers est décédée le 1er février 2015, à Ascot dans le Berkshire, âgée de 98 ans.

## Distinctions
- Chevalier de l'ordre de la Couronne
- Croix de guerre avec palme
- Médaille de la Résistance française
- Médaille commémorative de la guerre 1940-1945
- Croix des évadés
- Croix de guerre 1939–1945
- Bronze Star Medal[1]